# Rezerwat przyrody Klenickie Zakole
Rezerwat przyrody Klenickie Zakole – leśny rezerwat przyrody położony na terenie gmin Bojadła i Trzebiechów w powiecie zielonogórskim (województwo lubuskie).
Obszar chroniony utworzony został 22 listopada 2023 r. na podstawie Zarządzenia Regionalnego Dyrektora Ochrony Środowiska w Gorzowie Wielkopolskim z dnia 7 listopada 2023 r. w sprawie uznania za rezerwat przyrody (Dz. Urz. Woj. Lub. z 2023 r., poz. 2698). Rezerwat powstał z inicjatywy lokalnych leśników.

## Położenie
Obszar chroniony ma powierzchnię 68,35 ha. Obejmuje odcięte wałem przeciwpowodziowym starorzecze Odry wraz z pobliskimi obszarami leśnymi. Obejmuje tereny nadleśnictwa Sulechów oraz gmin Bojadła i Trzebiechów na terenie obrębów ewidencyjnych Swarzynice i Klenica. Znajduje się w granicach obszarów Natura 2000: obszaru specjalnej ochrony siedlisk Kargowskie Zakola Odry PLH080012 oraz obszaru specjalnej ochrony ptaków Dolina Odry PLB080004, a także obszaru chronionego krajobrazu Nowosolska Dolina Odry.

## Charakterystyka
Cel ochrony stanowi „umożliwienie przebiegu naturalnych procesów przyrodniczych w obrębie siedlisk przyrodniczych rezerwatu oraz zachowanie ze względów naukowych i dydaktycznych obszaru starorzecza, podlegającego przebudowie związanej z odcięciem od strefy zalewów, w tym lasów łęgowych podczas procesu grądowienia oraz fauny i flory zbiorników wodnych w procesie wypłycenia i zarastania”. Dla rezerwatu ze względu na dominujący przedmiot ochrony określono typ fitocenotyczny i podtypu biocenoz naturalnych i półnaturalnych, zaś ze względu na główny typ ekosystemu – typ leśny i borowy oraz podtyp mozaiki różnych ekosystemów.
W granicach obszaru chronionego leżą siedliska łęgów wiązowo-jesionowych, jesionowych, grądów oraz starorzecze, które stanowią naturalną otulinę i bufor dla wodnej części rezerwatu. Do cennej przyrodniczo flory należą m.in. klon polny, lipa drobnolistna czy gatunki z rodziny storczykowatych. Ze względu na odcięcie od dopływu wody łęgowe zbiorowiska roślinne podlegają procesowi przekształcenia w grąd, a zbiorowska wodne stopniowo zarastają.
Według stanu na grudzień 2023 w przyszłości ma powstać plan ochrony rezerwatu. Na jego obszarze udostępniono drogę dla ruchu pieszych i pojazdów.